# Sympetrum paramo
Sympetrum paramo är en trollsländeart som beskrevs av De Marmels 2001. Sympetrum paramo ingår i släktet ängstrollsländor, och familjen segeltrollsländor. IUCN kategoriserar arten globalt som otillräckligt studerad. Inga underarter finns listade i Catalogue of Life.